# داريا زاريفنا
داريا أولكساندريفنا زاريفنا (من مواليد 4 يوليو 1989) ناشطة اجتماعية ورائدة أعمال. عملت في مجال الإعلام والصناعة الإبداعية والأعمال الخيرية قبل انضمامها إلى الخدمة العامة. أصبحت زاريفنا مستشارة لمجلس الأمن القومي والدفاع الأوكراني في يونيو 2019، ومستشارة لرئيس مكتب رئيس أوكرانيا أندريه ييرماك في فبراير 2020.
منذ بداية الغزو الروسي واسع النطاق لأوكرانيا عام 2022، شاركت في ملخصات المعلومات التي تقدم آخر تحديثات الحرب نيابة عن مكتب رئيس أوكرانيا. وهي عضو في فريق خبراء يرماك-ماكفول المعني بالعقوبات الروسية، وفريق الضمانات الأمنية الدولية (مجموعة يرماك-راسموسن)، ومجلس شؤون الشباب التابع لرئيس أوكرانيا، ومجموعة العمل المعنية بالوقاية من الجوع ("الحبوب من أوكرانيا" للأغذية الإنسانية البرنامج) وفريق العمل التابع لمنظمة التعاون والتنمية في الميدان الاقتصادي المعني بالرشوة. وهي أيضًا مسؤولة عن إطلاق مجموعة العمل الدولية المعنية بالجرائم البيئية التي ارتكبتها روسيا ضد أوكرانيا ومجموعة العمل الدولية "إعادة الأطفال إلى UA" المعنية بحماية حقوق الأطفال الأوكرانيين الذين قامت روسيا بترحيلهم.
داريا مسؤولة عن دعم الاتصالات لعمليات تبادل أسرى الحرب بالتعاون مع مقر التنسيق بشأن معاملة أسرى الحرب.
تعمل داريا على الترويج لمبادرة "الإنفاق مع أوكرانيا" التطوعية لمساعدة الأشخاص من جميع أنحاء العالم على اكتشاف منتجات وخدمات أوكرانيا.
وفي عام 2021، دخلت قائمة أفضل 100 امرأة مؤثرة في أوكرانيا وفقًا لمجلة Focus في المركز 34.